# Paróquia Basílica Santo Antônio de Pádua (Ribeirão Preto)
A Paróquia Basílica Santo Antônio de Pádua, fundada em 1947, é uma basílica católica localizada em Ribeirão Preto, São Paulo. Devido ao alto número de imigrantes italianos, a Ordem dos Olivetanos, sediada na Itália, foi convidada a estabelecer-se na cidade. O estilo do templo é românico-lombardo, inspirado na Abadia de Monte Oliveto Maggiore. Em 2019, o Papa Francisco elevou a até então Igreja de Santo Antônio a basílica menor.